# Persone di cognome Palmer
| Questa pagina contiene informazioni ricavate automaticamente dalle voci biografiche con l'ausilio del template Bio e di un bot. L'aggiornamento è periodico e automatico e ricostruisce completamente la pagina. Se manca una persona in questa lista, sei pregato di non aggiungerla, ma accertati piuttosto che la sua voce biografica contenga il template Bio e che i dati anagrafici siano correttamente compilati. Se il template Bio manca, inseriscilo tu stesso o, in alternativa, metti l'avviso {{tmp\|Bio}} che ne segnala la mancanza. Se i dati riportati sono sbagliati, correggi direttamente la voce biografica; le modifiche saranno visibili in questa lista entro pochi giorni. Per chiarimenti vedi il progetto antroponimi. La lista contiene solo le 110 persone che sono citate nell'enciclopedia e per le quali è stato implementato correttamente il template Bio. Pagina aggiornata al 23 lug 2025. |

Questa è una lista di persone presenti nell'enciclopedia che hanno il cognome Palmer, suddivise per attività principale.

## Allenatori di calcio(1)
- Carlton Palmer, allenatore di calcio e ex calciatore inglese (Rowley Regis, n. 1965)

## Architetti(1)
- John Palmer, architetto britannico (n. 1738 - Bath, † 1817)

## Arcivescovi cattolici(1)
- Richard Palmer, arcivescovo cattolico inglese (Inghilterra - Messina, † 1195)

## Arrangiatrici(1)
- Dee Palmer, arrangiatrice e tastierista britannica (Hendon, n. 1937)

## Attori(4)
- Geoffrey Palmer, attore britannico (North Finchley, n. 1927 - Berkhamsted, † 2020)
- Gregg Palmer, attore statunitense (San Francisco, n. 1927 - Encino, † 2015)
- Jeff Palmer, attore e cantautore statunitense (Los Angeles, n. 1975)
- Miguel Palmer, attore messicano (Villahermosa, n. 1942 - Città del Messico, † 2021)

## Attrici(6)
- Betsy Palmer, attrice statunitense (Chicago, n. 1926 - Danbury, † 2015)
- Corliss Palmer, attrice statunitense (Edison, n. 1899 - Camarillo, † 1952)
- Keke Palmer, attrice, cantante e doppiatrice statunitense (Robbins, n. 1993)
- Kiki Palmer, attrice italiana (Milano, n. 1907 - Roma, † 1949)
- Teresa Palmer, attrice australiana (Adelaide, n. 1986)
- Zoie Palmer, attrice canadese (Camborne, n. 1977)

## Batteristi(1)
- Carl Palmer, batterista britannico (Birmingham, n. 1950)

## Botanici(2)
- Edward Palmer, botanico e archeologo britannico (Brandon, n. 1829 - Washington, † 1911)
- Geoff Palmer, botanico e attivista giamaicano (Saint Elizabeth, n. 1940 - Edimburgo, † 2025)

## Calciatori(6)
- Alex Palmer, calciatore inglese (Kidderminster, n. 1996)
- Cole Palmer, calciatore inglese (Wythenshawe, n. 2002)
- Kasey Palmer, calciatore giamaicano (Lewisham, n. 1996)
- Liam Palmer, calciatore scozzese (Worksop, n. 1991)
- Lovel Palmer, calciatore giamaicano (Mandeville, n. 1984)
- Romal Palmer, calciatore inglese (Ashton-in-Makerfield, n. 1999)

## Cantanti(3)
- Vybz Kartel, cantante e disc jockey giamaicano (Portmore, n. 1976)
- Maxim, cantante britannico (Peterborough, n. 1967)
- Robert Palmer, cantante britannico (Batley, n. 1949 - Parigi, † 2003)

## Cantautrici(1)
- Numa Palmer, cantautrice, opinionista e direttrice artistica italiana (Roma, n. 1969)

## Cestiste(3)
- Anita Palmer, ex cestista e allenatrice di pallacanestro statunitense (Madison, n. 1947)
- Haiden Palmer, cestista statunitense (Moreno Valley, n. 1991)
- Wendy Palmer, ex cestista e allenatrice di pallacanestro statunitense (Timberlake, n. 1974)

## Cestisti(6)
- Bud Palmer, cestista statunitense (Hollywood, n. 1921 - West Palm Beach, † 2013)
- Jim Palmer, cestista statunitense (Keokee, n. 1933 - † 2013)
- Crawford Palmer, ex cestista statunitense (Ithaca, n. 1970)
- Errol Palmer, ex cestista statunitense (n. 1945)
- Trayvon Palmer, cestista statunitense (Milwaukee, n. 1994)
- Walter Palmer, ex cestista statunitense (Ithaca, n. 1968)

## Chitarristi(1)
- Phil Palmer, chitarrista britannico (Londra, n. 1952)

## Compositori(1)
- John Palmer, compositore britannico (n. 1959)

## Costumiste(1)
- Adele Palmer, costumista statunitense (Santa Ana, n. 1915 - Santa Barbara, † 2008)

## Curatori editoriali(1)
- Raymond A. Palmer, curatore editoriale e scrittore di fantascienza statunitense (Milwaukee, n. 1910 - † 1977)

## Direttori teatrali(1)
- Albert Marshman Palmer, direttore teatrale, manager e impresario teatrale statunitense (North Stonington, n. 1838 - † 1905)

## Economisti(1)
- John Horsley Palmer, economista britannico (n. 1779 - Hurlingham, † 1858)

## Educatrici(1)
- Alice Freeman Palmer, educatrice statunitense (Colesville, n. 1855 - Parigi, † 1902)

## Fumettisti(1)
- Tom Palmer, fumettista statunitense (New York, n. 1942 - Oakland, † 2022)

## Giocatori di baseball(1)
- Jim Palmer, ex giocatore di baseball statunitense (New York, n. 1945)

## Giocatori di football americano(8)
- Carson Palmer, ex giocatore di football americano statunitense (Fresno, n. 1979)
- Jesse Palmer, ex giocatore di football americano canadese (Toronto, n. 1978)
- Josh Palmer, giocatore di football americano canadese (Brampton, n. 1999)
- Michael Palmer, ex giocatore di football americano statunitense (Stone Mountain, n. 1988)
- Nate Palmer, giocatore di football americano statunitense (n. 1989)
- Paul Palmer, ex giocatore di football americano statunitense (Bethesda, n. 1964)
- Trey Palmer, giocatore di football americano statunitense (Kentwood, n. 2001)
- Taylor Palmer, giocatore di football americano statunitense (Charlotte)

## Giocatori di squash(1)
- David Palmer, giocatore di squash australiano (Lithgow, n. 1976)

## Golfisti(1)
- Arnold Palmer, golfista statunitense (Latrobe, n. 1929 - Pittsburgh, † 2016)

## Hockeisti su ghiaccio(1)
- Winthrop Palmer, hockeista su ghiaccio statunitense (Summit, n. 1906 - Madison, † 1970)

## Imprenditori(6)
- Clive Palmer, imprenditore e politico australiano (Melbourne, n. 1954)
- George Palmer, imprenditore, politico e filantropo inglese (Long Sutton, n. 1818 - Bucklebury, † 1897)
- George William Palmer, imprenditore e politico inglese (Reading, n. 1851 - Reading, † 1913)
- Jason Palmer, imprenditore e politico statunitense (Aberdeen Proving Ground, n. 1971)
- Walter Palmer, I baronetto, imprenditore, politico e nobile inglese (Reading, n. 1858 - Newbury, † 1910)
- William Isaac Palmer, imprenditore e filantropo inglese (Long Sutton, n. 1824 - Reading, † 1893)

## Insegnanti(1)
- Farah Palmer, docente, dirigente sportiva e rugbista a 15 neozelandese (Te Kuiti, n. 1972)

## Judoka(1)
- Charles Stuart William Palmer, judoka e dirigente sportivo britannico (Ealing, n. 1930 - † 2001)

## Modelle(1)
- June Palmer, modella e attrice britannica (Londra, n. 1940 - Londra, † 2004)

## Musicisti(1)
- Bruce Palmer, musicista canadese (Liverpool, n. 1946 - Belleville, † 2004)

## Navigatori(1)
- Nathaniel Palmer, navigatore e esploratore statunitense (Stonington, n. 1799 - Stonington, † 1877)

## Nobili(2)
- Barbara Palmer, nobile britannica (Londra, n. 1640 - Chiswick, † 1709)
- William Palmer, II conte di Selborne, nobile e politico inglese (n. 1859 - † 1942)

## Nuotatori(2)
- Kirk Palmer, nuotatore australiano (Central Coast, n. 1986)
- Paul Palmer, ex nuotatore britannico (Lincoln, n. 1974)

## Nuotatrici(1)
- Kylie Palmer, ex nuotatrice australiana (Brisbane, n. 1990)

## Pallanuotisti(1)
- Leslie Palmer, pallanuotista britannico (Cardiff, n. 1909 - Glamorgan, † 1997)

## Pallavoliste(1)
- Madeline Palmer, pallavolista statunitense (n. 1995)

## Piloti automobilistici(2)
- Jolyon Palmer, ex pilota automobilistico e conduttore radiofonico britannico (Horsham, n. 1991)
- Jonathan Palmer, ex pilota automobilistico britannico (Londra, n. 1956)

## Pittori(1)
- Samuel Palmer, pittore britannico (Londra, n. 1805 - Redhill, † 1881)

## Politici(7)
- Roundell Palmer, III conte di Selborne, politico inglese (Westminster, n. 1887 - Alton, † 1971)
- Alexander Mitchell Palmer, politico statunitense (White Haven, n. 1872 - Washington, † 1936)
- Boris Palmer, politico tedesco (Waiblingen, n. 1972)
- Gary Palmer, politico statunitense (Hackleburg, n. 1954)
- Geoffrey Palmer, politico neozelandese (Nelson, n. 1942)
- Rory Palmer, politico britannico (Worksop, n. 1981)
- Roundell Palmer, I conte di Selborne, politico inglese (Mixbury, n. 1812 - † 1895)

## Produttrici cinematografiche(1)
- Gladys Milton Palmer, produttrice cinematografica e nobile inglese (Reading, n. 1884 - Londra, † 1952)

## Pseudoscienziati(1)
- Daniel David Palmer, pseudoscienziato canadese (Pickering, n. 1845 - Los Angeles, † 1913)

## Registe(1)
- Gail Palmer, regista, attrice e produttrice cinematografica statunitense (St. Clair, n. 1955)

## Registi(1)
- Tony Palmer, regista e scrittore britannico (Londra, n. 1941)

## Rugbisti a 15(2)
- Dan Palmer, rugbista a 15 e allenatore di rugby a 15 australiano (Shellharbour, n. 1988)
- Scott Palmer, ex rugbista a 15 e allenatore di rugby a 15 neozelandese (Palmerston North, n. 1977)

## Sciatori alpini(2)
- Terry Palmer, ex sciatore alpino statunitense (Cambridge, n. 1952)
- Tyler Palmer, ex sciatore alpino statunitense (Kearsarge, n. 1950)

## Scrittori(3)
- Elihu Palmer, scrittore statunitense (Canterbury, n. 1764 - Filadelfia, † 1806)
- Francis Beeding, scrittore britannico (n. 1885 - † 1944)
- Stuart Palmer, scrittore statunitense (Baraboo, n. 1905 - † 1968)

## Scrittrici(1)
- Diana Palmer, scrittrice e giornalista statunitense (Amarillo, n. 1946)

## Skater(1)
- Keegan Palmer, skater statunitense (San Diego, n. 2003)

## Soprani(1)
- Felicity Palmer, soprano, mezzosoprano e insegnante inglese (Cheltenham, n. 1944)

## Tastieristi(1)
- Tim Palmer, tastierista, produttore discografico e tecnico del suono britannico (North Shields, n. 1962)

## Tennisti(2)
- Arthur Palmer, tennista britannico (South Kensington, n. 1886 - Yattendon, † 1973)
- Jared Palmer, ex tennista statunitense (New York, n. 1971)

## Teologi(2)
- William Palmer, teologo britannico (Mixbury, n. 1811 - Roma, † 1879)
- William Palmer, teologo e docente britannico (Dublino, n. 1803 - Londra, † 1885)

## Tuffatrici(1)
- Krysta Palmer, tuffatrice statunitense (n. 1992)

## Velociste(1)
- Lillian Palmer, velocista canadese (Vancouver, n. 1913 - Vancouver, † 2001)

## Wrestler(2)
- Odyssey Jones, wrestler statunitense (Brooklyn, n. 1994)
- Max Palmer, wrestler, attore e religioso statunitense (Pontotoc, n. 1927 - St. Louis, † 1984)

## Zoologi(1)
- Theodore Sherman Palmer, zoologo e naturalista statunitense (Oakland, n. 1868 - † 1955)

## Senza attività specificata(2)
- Tom Palmer, allenatore di rugby a 15 e ex rugbista a 15 britannico (Londra, n. 1979)
- Orio Palmer, vigile del fuoco statunitense (New York, n. 1956 - New York, † 2001)